# Poecilasthena
Genre
Poecilasthena est un genre de papillons de la famille des Geometridae.

## Espèces
- Poecilasthena aedaea Turner, 1926
- Poecilasthena anthodes Meyrick, 1891
- Poecilasthena balioloma Turner, 1907
- Poecilasthena burmensis Prout, 1926
- Poecilasthena character Prout, 1932
- Poecilasthena cisseres Turner, 1933
- Poecilasthena decolor Turner, 1904
- Poecilasthena dimorpha Holloway, 1979
- Poecilasthena euphylla Meyrick, 1891
- Poecilasthena fragilis Turner 1942
- Poecilasthena glaucosa Lucas, 1888
- Poecilasthena inhaesa Prout, 1934
- Poecilasthena leucydra Prout, 1934
- Poecilasthena limnaea Prout, 1926
- Poecilasthena microgyna Lower, 1894
- Poecilasthena nubivaga Prout, 1932
- Poecilasthena oceanias Meyrick, 1891
- Poecilasthena ondinata Guenée, 1857
- Poecilasthena panapala Turner, 1923
- Poecilasthena paucilinea Warren, 1906
- Poecilasthena pellucida Lucas, 1892
- Poecilasthena phaeodryas Turner, 1931
- Poecilasthena pisicolor Turner, 1942
- Poecilasthena plurilineata Walker, 1861
- Poecilasthena polycymaria Hampson, 1903
- Poecilasthena prouti West, 1929
- Poecilasthena pulchraria Doubleday, 1843
- Poecilasthena schistaria Walker, 1861
- Poecilasthena scoliota Meyrick, 1891
- Poecilasthena sthenommata Turner, 1922
- Poecilasthena subpurpureata Walker, 1863
- Poecilasthena thalassias Meyrick, 1891
- Poecilasthena tuhuata Felder, 1875
- Poecilasthena urarcha Meyrick, 1891
- Poecilasthena xylocyma Meyrick, 1891

## Première publication
(en) W. Warren, New Genera and Species of Geometridae, Novitates zoologicae 1 (2): 366-466 Texte complet